# 司前畲族镇
司前畲族镇，是中华人民共和国浙江省温州市泰顺县下辖的一个乡镇级行政单位。

## 行政区划
司前畲族镇下辖以下地区：
新北社区、司前村、里光村、上地村、大住村、台边村、榅垟村、溪口村、叶山村、左溪村、黄桥村、峰门村和徐宅村。